# Canwood
Canwood es un pueblo canadiense situado en la provincia de Saskatchewan.

## Superficie
Canwood tiene una superficie de 2,42 km².

## Demografía
En 2021, tenía 314 habitantes, una densidad poblacional de 129,8 hab./km², y 168 viviendas.